# 第5方面軍 (日本陸軍)
第5方面軍は、1944年（昭和19年）編制成軍，為大日本帝國陸軍之一方面軍。北方軍改編成，作戰地域分佈於北海道、南樺太、千島列島等地區。當初第27軍在其指揮之下，之後第27軍廢軍。1945年（昭和20年）2月以降、第5方面軍司令官、參謀長由北部軍管區司令官、參謀長兼任。

## 概要
- 通稱號：達集團
- 編制時期：昭和19年3月16日
- 最終位置：札幌
- 上級部隊：大本營直屬

## 方面軍人事

### 司令官
- 樋口季一郎中將　昭和19年3月16日‐終戰

### 參謀長
- 木村松治郎少將　昭和19年3月16日‐昭和19年12月26日
- 萩三郎少將　昭和19年12月26日‐終戰

## 終戰時之隷下部隊
- 第7師團
- 第42師團
- 第88師團
- 第89師團
- 第91師團
- 獨立混成第101旅團
- 獨立混成第129旅團

## 關連項目
- 軍事單位
- 八月風暴行動
- 占守島
- 真岡郵便電信局事件
- 大日本帝國陸軍師團列表
- 第7方面軍

## 外部連結
- Wendel, Marcus. . Japanese First Area Army(第5方面軍 (日本軍)).   [2008-03-22]. （原始内容存档于2006-10-29）.
- 帝國陸軍～その制度と人事～
- 日本陸海軍事典